# Dinuzulu
Dinuzulu kaCetshwayo (1868 - Uitkyk, Middelburg, 18 oktober 1913) was van 1884 tot 1913 koning van de Zoeloes. Hij volgde zijn vader Cetshwayo op, die het Zoeloekoninkrijk na de Zoeloe-oorlog had verloren aan de Britten.

## Biografie
Na de Zoeloe-oorlog werd het Zoeloekoninkrijk door de Britten verdeeld onder dertien gebieden. De daaropvolgende machtsstrijd resulteerde in een burgeroorlog. Op 22 juli 1883 werd Cetshwayo verslagen door zijn zoon Usibepu, waarop Cetshwayo vluchtte en het jaar daarop overleed.
Troonopvolger Dinuzulu, slechts vijftien jaar, werd door zijn ooms in de Zuid-Afrikaansche Republiek (Transvaal) ondergebracht. Hier schakelden ze de hulp in van de Boeren, die sinds Mpande op goede voet stonden met de Zoeloes. Met een groep Boerenhuurlingen onder leiding van generaal Louis Botha wist Dinuzulu Usibepu op 5 juni 1884 te verslaan.
De huurlingen kregen als beloning 800 boerderijen waarmee Dinuzulu het noorden van Zoeloeland aan de Boeren weggaf. Hieruit ontstond de Nieuwe Republiek, die vier jaar later onderdeel werd van Transvaal. De Britten wilden echter niet dat de Boeren een aansluiting met de zee zouden hebben en voorkwamen dat de oostkust werd ingenomen.
Op 14 mei 1887 werd Zoeloeland officieel geannexeerd door het Verenigd Koninkrijk. Dinuzulu regeerde echter verder alsof er niets veranderd was en kwam in conflict met de Britse magistraten die hij weigerde te gehoorzamen. Om de balans te verstoren lieten de Britten Usibepu terugkeren naar zijn land waarop de burgeroorlog hervat werd.
In 1889 werd Dinuzulu gevangengenomen door de Britten en voor zeven jaar verbannen naar Sint-Helena. Terug in Zoeloeland kwam hij weer in conflict met de Britten, nadat hij weigerde een opstand tegen Britse belastingen neer te slaan. In 1908 werd hij opnieuw gevangengenomen en tot vier jaar gevangenisstraf veroordeeld, maar dit werd na twee jaar door de nieuwe premier en oude vriend Louis Botha ongedaan gemaakt. Dinuzulu werd vrijgelaten en bracht de rest van zijn leven in ballingschap door in Middelburg op de boerderij Uitkyk, waar hij op 18 oktober 1913 overleed. Hij werd bijgezet bij zijn voorouders aan de Mpembenirivier in Zoeloeland.

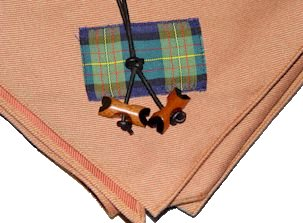
Woodbadge

## Woodbadge
De Woodbadge bij scouting vindt zijn oorsprong bij een meterslange ketting van Dinuzulu die in 1888 gevonden werd door Robert Baden-Powell. De onderscheiding bestaat uit twee houten kralen, duplicaten van de originele kralen. De tartan is die van William de Bois MacLaren.
Mnguni · Nkosinkulu · Mdlani · Luzumana · Malandela · Ntombela · Zulu · Gumede · Phunga · Mageba · Ndaba · Jama · Senzangakhona · Shaka · Dingane · Mpande · Cetshwayo · Dinuzulu · Solomon · Cyprian · Goodwill · Misuzulu